# سیستانی‌های ترکمنستان
سیستانی‌های جمهوری ترکمنستان (به سیستانی: سیستُنیگُنِ تُرکَمَنِستو) به ساکنان سیستانی‌تبار جمهوری ترکمنستان (شوروی سابق) گفته می‌شود.

## تاریخچه
به موجب قرارداد پاریس و گلداسمیت، قسمت بزرگی از سیستان با جمعیت ساکن در آن به افغانستان واگذار شد.اما مردم سیستان دسته دسته و گروه گروه از سرزمین محل سکونتشان که در سیطره افغانستان قرارگرفته بود فرار کرده و وارد سیستان که متعلق به ایران بود شدند. انبوه جمعیتی که به سرحدات ایران بازگشتند با وضعیت بحرانی مواجه شدند. زیرا تمام مال و اموال خود را در آن سوی مرز رها نموده و به وطن بازگشته بودند و خشکسالی حاکم بر سرزمین سیستان این مشکلات را مضاعف می نمود.این انبوه جمعیت برای حکومت پهلوی معضلی شده بودند، لذا با تصمیماتی که اتخاذ نمودند تصمیم گرفتند طرح کوچاندن اقوام سیستانی به مناطق ترکمن نشین که در زمان حکومت قاجار شروع و موقتاً از دستور کار خارج شده بود، مجدداً در دستور کار قرار بگیرد. دولت پهلوی تمام مساعی و تلاش و امکانات خود را در تسهیل  این مهاجرت بکار انداخت و طرح طوری بود که اقوام سیستانی لاجرم مجبور بودند که در مناطقی که مد نظر حکومت می‌باشد اسکان پیداکنند.
مهاجرت سیستانی ها به ترکمنستان به اواسط قرن 13 برمی گردد.

## سفر ایت الله رفسنجانی به ترکمنستان
در سفر وی به ترکمنستان به ایشان خبر رسید که در نزدیکی شهر بایرامعلی روستایی وجود دارد که مردم ساکن این روستا شیعه و سیستانی هستند. روایت شده است که وقتی وی نام سیستان را می شنود حساس می شود و به آن روستا می رود پس از دیدن روستا و اهالی آن روستا هزینه احداث یک مسجد را می‌پردازد. مردم روستا به احترام وی نام روستای خود را تغییر می‌دهند و نام آن را رفسنجان‌لی می گذارند. همچنین مسجد را به نام امام خمینی نام گذاری کردند